# Peter Gerlitz

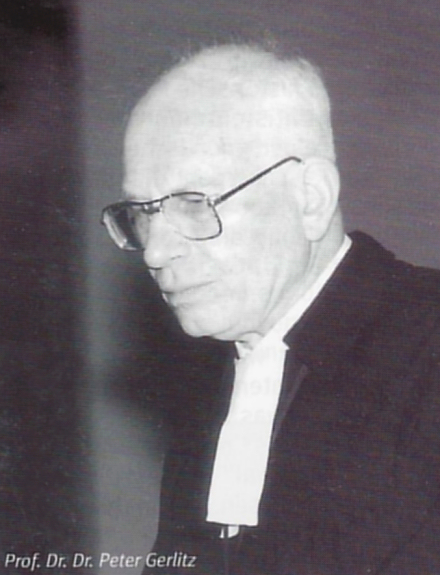
Peter Gerlitz

Peter Gerlitz (* 23. Juni 1926 in Winzig, Niederschlesien; † 17. Januar 2013 in Bremerhaven) war ein deutscher Pastor und Religionswissenschaftler.

## Leben
Gerlitz studierte an der Friedrich-Alexander-Universität Erlangen, der Philipps-Universität Marburg und der Georg-August-Universität Göttingen evangelische Theologie und vergleichende
Religionswissenschaft. Mit einer Doktorarbeit bei Hans-Joachim Schoeps wurde er 1954 in Erlangen zum Dr. phil. promoviert. Die theologische Dissertation schrieb er bei Friedrich Heiler in Marburg, so dass er 1960 auch zum D. theol. promoviert wurde.
In den Dienst der Bremischen Evangelischen
Kirche getreten, wurde er 1962 als Pastor an die Bürgermeister-Smidt-Gedächtniskirche berufen. Er habilitierte sich 1984 an der Universität Bremen für Religionswissenschaft und lehrte als Privatdozent. Daneben engagierte er sich in der Deutschen Ostasienmission und im Bund für Freies Christentum. In Bremen zum Honorarprofessor ernannt, wurde Gerlitz 1991 nach 29 Jahren als Pastor emeritiert.

## Werke
- Kommt die Welteinheitsreligion? Das Christentum und die anderen Weltreligionen zwischen gestern und morgen. Hamburg 1969.
- Die Religionen und die neue Moral : Wirkungen einer weltweiten Säkularisation. München 1971, ISBN 978-3-53271214-6.
- Gott hat viele Gesichter: Das Bild Gottes in den Religionen der Gegenwart. Hamburg 1972.
- Gott erwacht in Japan: Neue fernöstliche Religionen und ihre Botschaft vom Glück. Freiburg im Breisgau/Basel/Wien 1977.
- Religion und Matriarchat: Zur religionsgeschichtlichen Bedeutung der matrilinearen Strukturen bei den Khasi von Meghalaya unter besonderer Berücksichtigung der national-religiösen Reformbewegungen. Wiesbaden 1984. GoogleBooks
- Konvergenz und Divergenz im interreligiösen Dialog. Stuttgart 1985.
- Mein Totem ist zornig : Mensch und Natur in archaischen Kulturen. Olten/Freiburg im Breisgau 1992.
- Mensch und Natur in den Weltreligionen: Grundlagen einer Religionsökologie. Darmstadt 1998, ISBN 978-3-89678093-5.
- Kompass Baha'i. Hannover 1999.
- Symbolon – Jahrbuch für Symbolforschung: Weltuntergang und Erlösung – Opfer und Ritus. Frankfurt am Main 1999, ISBN 978-3-63134356-2.
- Heiliger Baum – heiliges Tier : Mensch und Natur in archaischen Kulturen. Düsseldorf 2003, ISBN 978-3-49169101-8.